# Drepanogynis ralambo
Drepanogynis ralambo là một loài bướm đêm trong họ Geometridae.